# Ludwig Losacker

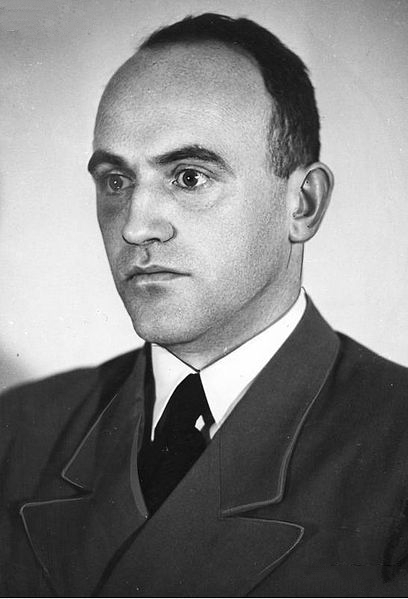
Ludwig Losacker (1943)

Ludwig Losacker (* 29. Juli 1906 in Mannheim; † 23. Juli 1990 in Heidelberg) war ein deutscher Jurist, SS-Führer und Funktionär von Wirtschaftsverbänden.

## Frühe Jahre
Losacker, dessen Vater eine Fabrik besaß und kaufmännisch tätig war, beendete 1922 an einem Realgymnasium seine Schulzeit. Ab Dezember 1922 absolvierte er ein Volontariat bei Boehringer Mannheim leitete ab Mai 1924 die Kamm- und Haarschmuckfabrik seines verstorbenen Vaters in Ludwigshafen am Rhein. Anschließend besuchte er wieder das Realgymnasium, das er 1927 mit dem Abitur beendete. An der Universität Heidelberg studierte er dann Volks- und Staatswissenschaften und promovierte 1933 zum Dr. jur. Das zweite juristische Staatsexamen bestand Losacker 1934.
Während des Studiums wandte sich Losacker dem Nationalsozialismus zu und gehörte schließlich dem Nationalsozialistischen Deutschen Studentenbund an. Der Antisemitismus Losackers zeigte sich schon früh, denn er beteiligte sich an Protestaktionen gegen den aus einer Familie jüdischer Religion stammenden und pazifistisch gesinnten Hochschullehrer Emil Julius Gumbel an der Universität Heidelberg, der wegen der Aktionen der Studenten 1932 seine Lehrerlaubnis verlor. Zum 1. Februar 1932 trat Losacker der NSDAP (Mitgliedsnummer 918.802), Anfang Juni 1933 der SS bei (SS-Nummer 200.256). Er trat aus der Kirche aus und nannte sich ab 1937 gottgläubig. In der SS erreichte Losacker 1942 den Rang eines SS-Obersturmbannführers.
Nach dem Ende seines Referendariats schlug Losacker eine Berufslaufbahn im Staatsdienst ein und war ab Juli 1934 Regierungsassessor bei der Polizeidirektion Baden-Baden und wurde von dort im Januar 1936 als Ministerialreferent zum Reichsministerium des Innern versetzt. 1937 wechselte er in die Privatwirtschaft und war Praktikant bei den I.G. Farben in Berlin. Ab Ende 1938 war er als Syndikus bei der Wanderer-Werke AG beschäftigt und machte sich zugleich als Rechtsanwalt in Chemnitz selbstständig. Außerdem arbeitete er ab 1936 für den SD.

## Zweiter Weltkrieg
Nach Ausbruch des Zweiten Weltkrieges war Losacker nach dem Überfall auf Polen ab Oktober 1939 im Distrikt Krakau des so genannten Generalgouvernements (GG) als Regierungsrat tätig. Dort bekleidete er von September 1939 bis Mitte Januar 1941 das Amt des Kreishauptmanns von Jasło. In dieser Funktion offenbarte er einen extremen Antisemitismus, der seine Übereinstimmung mit dem Ziel erkennen lässt, alle Juden zu ermorden. So verfügte Losacker am 25. Mai 1940:

„Außer den von mir erlassenen besonderen Maßnahmen ordne ich daher an, daß ab heute, den 25. Mai 1940, kein Jude, keine Jüdin, kein jüdisches Kind die Straße betreten darf. Auch das Hinausschauen aus den Fenstern ist untersagt.“

Mitte Januar 1941 wurde Losacker Amtschef beim Distriktsgouverneur Lublin und war ab Anfang August 1941 in gleicher Funktion beim Distriktsgouverneur Lemberg eingesetzt. Als im Januar 1942 der Gouverneur des Distrikts Galizien Karl Lasch wegen Korruption verhaftet worden war, ernannte der Generalgouverneur Hans Frank Losacker zeitweise zum Vizegouverneur des Distrikts. Anfang Januar 1943 wurde Losacker zum Präsidenten des Hauptamtes Verwaltung im GG ernannt. Zusätzlich wurde er im Februar 1943 Vizegouverneur des Distrikts Krakau und mit dem kriegsmäßigen Verwaltungsaufbau im GG beauftragt. Ab Ende Mai 1943 war Losacker kommissarisch als Gouverneur des Distrikts Krakau eingesetzt.
Losacker galt als effektiver Verwaltungsfachmann, dem es gelang, im GG die Korruption einzudämmen und den Beamtenapparat zu verkleinern. Losacker war in seiner Funktion als Verwaltungsfachmann „eine für den Judenmord im Distrikt Galizien zentrale Figur“, da er die „Judenumsiedlung“ im Distrikt Lemberg im Zuge der „Endlösung“ mitorganisierte. Andererseits stellte er sich offensiv gegen antikirchliche Politik der Nationalsozialisten und wandte sich diesbezüglich persönlich an Adolf Hitler. Zudem sprach er sich offen gegen die Aktion Zamość aus und lehnte Repressalien gegen die polnische Bevölkerung ab. Letztlich gab es einen heftigen Konflikt zwischen Losacker und dem Höheren SS- und Polizeiführer Friedrich-Wilhelm Krüger wegen der Erschießung von polnischen Großgrundbesitzern und eines Arztes. Dieser Konflikt führte schließlich Mitte Oktober 1943 zur Amtsenthebung Losackers. Danach wurde Losacker zur Waffen-SS versetzt, wo er bis zum Kriegsende eingesetzt war. Losacker war an Kampfhandlungen in Italien beteiligt, dort wurde er verwundet.

## Nach Kriegsende
Nach Kriegsende geriet Losacker in US-amerikanische Gefangenschaft und wurde zunächst in Kornwestheim und danach im Internierungslager Dachau festgehalten. Die Republik Polen stellte ein Auslieferungsersuchen für Losacker wegen dessen Teilnahme am Massenmord und sonstiger Verbrechen. Während seiner Internierung verfasste Losacker zwei schriftliche Selbstdarstellungen, in denen er unter anderem seine Beteiligung an Judenverfolgungen abstritt und die Verantwortung für die Verbrechen der SS und der Polizei zuschrieb. Seine Rechtfertigungsschriften wiesen bezüglich seiner Tätigkeit im GG Lücken auf, da er dort ihn potenziell belastende Tätigkeiten verschwieg. Losacker benannte auch polnische Zeugen, die entlastende Aussagen für ihn machten. Zudem baute er um seine Amtsenthebung im GG die Legende auf, Himmler habe ihn in diesem Zusammenhang sogar zum Tode verurteilen lassen wollen. Diese Version wurde von dem ebenfalls im Internierungslager einsitzenden ehemaligen Staatssekretär Wilhelm Stuckart gestützt, der – möglicherweise zu seiner eigenen Entlastung – angab, Himmler später von diesem Vorhaben abgebracht zu haben. Die Polnische Militärmission verfolgte daraufhin ihren Auslieferungsantrag nicht weiter.
Nach seiner Entlassung aus der Internierungshaft im September 1947 wurde er im März 1948 bei den Nürnberger Prozessen vorläufig als Hilfsverteidiger für den Anklagten Stuckart zugelassen, er konnte aber die Zweifel an seiner Person nicht ausräumen und schied schon im März wieder aus, um danach inoffiziell intensiv an der Verteidigung Stuckarts mitzuarbeiten. Er wurde noch 1948 zunächst Referent, Geschäftsführer und ab Hauptgeschäftsführer des Arbeitgeberverbandes der Chemischen Industrie. Ende August 1948 wurde Losacker als Entlasteter entnazifiziert. Zudem war Losacker auch als Bundesarbeitsrichter tätig. Von Anfang 1960 bis zu seinem Ruhestand 1971 war er Direktor des Deutschen Industrieinstituts in Köln. Zudem dozierte Losacker von 1963 bis 1964 an der Hochschule für Politik München.
Losacker war Begründer des Freundeskreises der ehemaligen Generalgouvernementsbeamten. Gegen Losacker wurde wegen der im GG begangenen Verbrechen ermittelt, das Ermittlungsverfahren wurde 1963 jedoch eingestellt. Losacker trat als Entlastungszeuge in mehreren NS-Prozessen gegen Generalgouvernementsbeamte auf. Spätestens zu Beginn der 1980er Jahre verfasste Losacker seine unveröffentlichten Memoiren unter dem Titel: Von der Schwierigkeit ein Deutscher zu sein, die er später mit weiteren Unterlagen dem Bundesarchiv in Koblenz übergab. In seinen Memoiren versuchte Losacker seine Tätigkeiten im GG möglichst positiv darzustellen und sich selbst zum Widerstandskämpfer zu stilisieren.